# Kalifornijska tekunica
Kalifornijska tekunica (lat. Otospermophilus beecheyi) je vrsta tekunice rasprostranjene u zapadnom delu Sjedinjenih Država i na Kalifornijskom poluostrvu. Ona se sreće u Oregonu i Kaliforniji i njen opseg je nedavno proširen na Vašington i severozapadnu Nevadu. Mada je ranije svrstavana u rod Spermophilus, kao Spermophilus beecheyi, reklasifikovana je u Otospermophilus 2009. godine kad je postalo jasno da rod Spermophilus nije prirodna (monofilna) grupa.

## Literatura
- „Spermophilus beecheyi”. Integrisani taksonomski informacioni sistem. Приступљено 18. 3. 2006.
- Helgen, Kristofer M.; Cole, F. Russel; Helgen, Lauren E. & Wilson, Don E. (2009). „Generic Revision in the Holarctic Ground Squirrel Genus Spermophilus”. Journal of Mammalogy. 90 (2): 270—305. doi:10.1644/07-MAMM-A-309.1.